# Katharina Dalisda
Katharina Dalisda (ur. 17 września 1991 we Frankfurcie nad Menem) – niemiecka zawodniczka mieszanych sztuk walki (MMA). Była zawodniczka amerykańskiej organizacji Bellator MMA. W latach 2023-2024 mistrzyni czesko-słowackiej federacji Oktagon MMA w wadze słomkowej.

## Osiągnięcia

### Mieszane sztuki walki
- 2023-2024: Mistrzyni Oktagon MMA w wadze słomkowej

## Lista walk w MMA
| Wynik     | Bilans | Przeciwnik (bilans przed walką) | Rozstrzygnięcie                             | Runda | Czas | Rozgrywki                              | Data       | Miejsce             | Uwagi                                                            |
| --------- | ------ | ------------------------------- | ------------------------------------------- | ----- | ---- | -------------------------------------- | ---------- | ------------------- | ---------------------------------------------------------------- |
| Przegrana | 11-4   | Mallory Martin (9-6)            | Decyzja (jednogłośna)                       | 5     | 5:00 | Oktagon 62: Bigger Than Ever           | 12.10.2024 | Frankfurt nad Menem | Straciła pas mistrzyni Oktagon MMA w wadze słomkowej.            |
| Wygrana   | 11-3   | Eva Dourthe (8-5)               | Decyzja (jednogłośna)                       | 5     | 5:00 | Oktagon 53: Dalisda vs. Dourthe        | 10.02.2024 | Oberhausen          | Obroniła pas mistrzyni Oktagon MMA w wadze słomkowej. Main Event |
| Wygrana   | 10-3   | Jacinta Austin (5-1)            | Poddanie (duszenie gilotynowe)              | 3     | 3:39 | Oktagon 46: Dalisda vs. Austin         | 16.09.2023 | Frankfurt nad Menem | Zdobyła pas mistrzyni Oktagon MMA w wadze słomkowej. Main Event  |
| Wygrana   | 9-3    | Isabela de Pádua (7-3)          | TKO (łokcie w parterze)                     | 3     | 4:42 | Oktagon 42: Keita vs. Tichota          | 29.04.2023 | Bratysława          |                                                                  |
| Wygrana   | 8-3    | Monika Chochlikova (3-0)        | Decyzja (jednogłośna)                       | 3     | 5:00 | Oktagon 37: Kozma vs. Brito            | 15.10.2022 | Ostrawa             |                                                                  |
| Wygrana   | 7-3    | Mallory Martin (7-5)            | Decyzja (jednogłośna)                       | 3     | 5:00 | Oktagon 36: Eckerlin vs. de Oliveira 2 | 15.10.2022 | Frankfurt nad Menem | Debiut w Oktagon MMA.                                            |
| Wygrana   | 6-3    | Eva Dourthe (5-4)               | Decyzja (jednogłośna)                       | 3     | 5:00 | National Fighting Championship 7       | 18.12.2021 | Düsseldorf          |                                                                  |
| Przegrana | 5-3    | Chiara Penco (5-3)              | Poddanie (dźwignia prosta na staw łokciowy) | 1     | 2:45 | Bellator 267: Lima vs. MVP 2           | 01.10.2021 | Londyn              | Debiut w Bellator MMA.                                           |
| Przegrana | 5-2    | Danni McCormack (3-0)           | Decyzja (jednogłośna)                       | 3     | 5:00 | National Fighting Championship 4       | 25.07.2021 | Bonn                |                                                                  |
| Wygrana   | 5-1    | Giulia Chinello (3-3)           | Decyzja (jednogłośna)                       | 3     | 5:00 | National Fighting Championship 3       | 23.05.2021 | Bonn                |                                                                  |
| Wygrana   | 4-1    | Ana Macsweeney (0-0)            | Poddanie (duszenie trójkątne rękoma)        | 2     | 1:30 | GMC Fight Night: Agaev vs. Zeitner     | 24.04.2021 | Gelsenkirchen       |                                                                  |
| Wygrana   | 3-1    | Suad Salimova (0-1)             | Decyzja (jednogłośna)                       | 3     | 5:00 | National Fighting Championship 2       | 19.09.2020 | Krefeld             |                                                                  |
| Wygrana   | 2-1    | Kelly Kilarciyan (0-0)          | Decyzja (jednogłośna)                       | 3     | 5:00 | EFC No. 1 Fighting Championship 7      | 08.08.2020 | Gießen              |                                                                  |
| Wygrana   | 1-1    | Nicole Berger (0-1)             | Decyzja (jednogłośna)                       | 2     | 5:00 | We Love MMA 49                         | 28.09.2019 | Stuttgart           |                                                                  |
| Przegrana | 0-1    | Anna Isabella Hübsch (2-0)      | Decyzja (jednogłośna)                       | 3     | 5:00 | GMC 21                                 | 07.09.2019 | Kolonia             | Debiut w zawodowym MMA .                                         |